# 自然脱落
自然脱落（しぜんだつらく、英: Autoamputation）とは、付属器官や臓器が身体から自然に切り離されること（切断）を指す。自らの意思による自己切断（英: Self-amputation）とは異なる。通常、器官末端に栄養を送る血管が塞栓されることが原因である。

## 概要
血管が塞栓されて血流が滞ると、組織は酸素不足に陥って壊死に至り、しばしば壊疽を起こす。自然脱落は特発性指趾離断症、クリオグロブリン血症、閉塞性血栓性血管炎の特徴である。1881年、Thorntonが自然脱落の症例を発表した。自然脱落は、凍傷等の慢性創傷が重症化した結果として起こる可能性がある。このような慢性創傷は、バージャー病やレイノー現象のような血管性の病態に起因している可能性がある。また、糖尿病がコントロールされていないと、自然脱落を起こしやすくなる。しかし、自然脱落は自然発生的なものであるとされている。自然脱落はしばしば手指や足指に生じるが、身体の他の部位にも生じることがある。卵巣の自然脱落が新生児や成人の卵巣で発生した症例が報告されている。慢性的な捻転や急性付属器捻転の診断の遅れが自然脱落に繋がるとされている。

## 自然脱落の分類
自然脱落は急性、亜急性、慢性に分類される。急性の自然脱落は組織の壊死を特徴とする。慢性または亜急性の自然脱落は、組織を取り囲む他の細胞との癒着で明らかになる。稀に腫瘍が茎から離脱し、他の部位に癒着している場合がある。